# (2176) Donar
(2176) Donar es un asteroide perteneciente al cinturón de asteroides descubierto por Ingrid van Houten-Groeneveld, Cornelis Johannes van Houten y Tom Gehrels el 24 de septiembre de 1960 desde el observatorio del Monte Palomar, Estados Unidos.

## Designación y nombre
Donar fue designado al principio como 2529 P-L.
Más tarde se nombró por Donar, otro nombre de Thor, un dios de la mitología nórdica.

## Características orbitales
Donar orbita a una distancia media de 2,931 ua del Sol, pudiendo alejarse hasta 3,09 ua y acercarse hasta 2,772 ua. Tiene una inclinación orbital de 3,045° y una excentricidad de 0,0542. Emplea en completar una órbita alrededor del Sol 1833 días.